# Stegastes leucorus
Stegastes leucorus is een  straalvinnige vissensoort uit de familie van rifbaarzen of koraaljuffertjes (Pomacentridae). De wetenschappelijke naam van de soort is voor het eerst geldig gepubliceerd in 1892 door Gilbert.
De soort staat op de Rode Lijst van de IUCN als Kwetsbaar, beoordelingsjaar 2007.